# Adam Ważyk

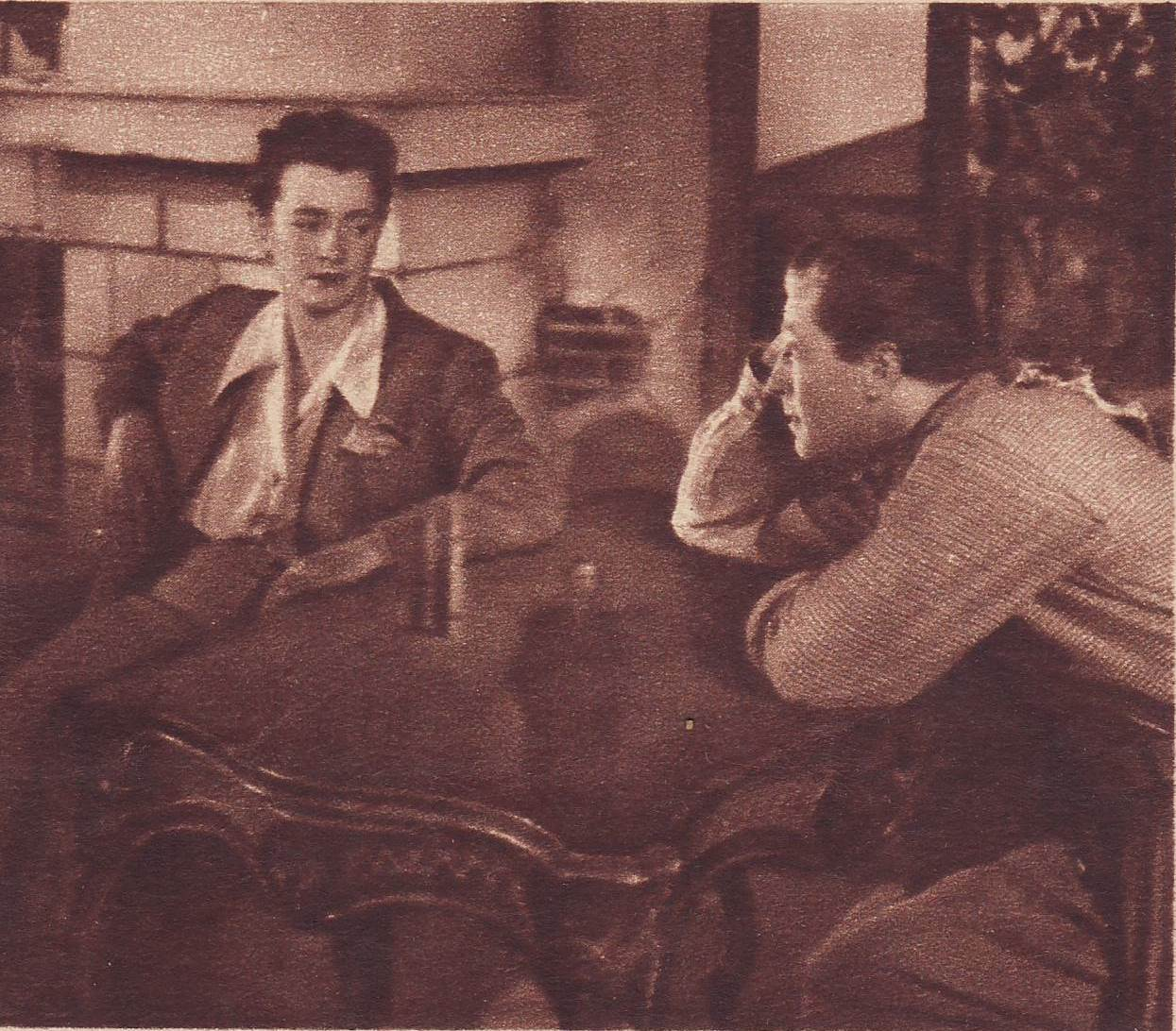
Władysława Nawrocka, Jerzy Świderski w sztuce Stary Dworek Adama Ważyka

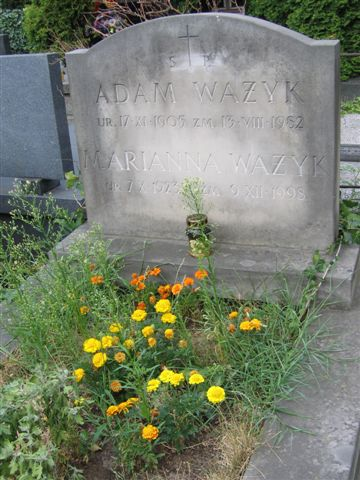
Nagrobek Adama Ważyka i żony Marianny na cmentarzu Wojskowym na Powązkach w Warszawie, 30 lipca 2006

Adam Ważyk, pierwotnie Adam Wagman (ur. 17 listopada 1905 w Warszawie, zm. 13 sierpnia 1982 tamże) – polski poeta, prozaik, eseista i tłumacz.

## Życiorys
Urodził w rodzinie żydowskiego kupca Beniamina, jako Adam (wg innych źródeł: Ajzyk/Izaak). Jego starszymi braćmi byli: Saul (ur. 1893), dziennikarz, tłumacz, poeta, i Leon Trystan.

### Dwudziestolecie międzywojenne
Był członkiem Awangardy Krakowskiej, w latach 1924–1925 członkiem redakcji „Almanachu Nowej Sztuki”, współpracownikiem „Zwrotnicy”. Recenzent filmowy dziennika „Nasz Przegląd”. W okresie międzywojennym wydał m.in. zbiór opowiadań „Człowiek w burym ubraniu” (1930) oraz powieść „Mity rodzinne” (1938).

### II wojna światowa
Po wybuchu II wojny światowej przebywał we Lwowie, gdzie opowiedział się za wcieleniem południowowschodnich ziem RP do radzieckiej Ukrainy. 19 listopada 1939 roku podpisał oświadczenie pisarzy polskich akceptujące przyłączenie Zachodniej Ukrainy do Ukrainy Radzieckiej. Publikował m.in. w gazecie „Czerwony Sztandar”. Od września 1940 r. należał do Związku Radzieckich Pisarzy Ukrainy. W latach 1942–1944 służył w Polskich Siłach Zbrojnych w ZSRR. Napisał wtedy słowa piosenki marszowej tej formacji pt. Marsz 1 Korpusu (znanej także jako Spoza gór i rzek) do muzyki Aleksandra Barchacza.
Od 1943 był działaczem Związku Patriotów Polskich. Powrócił do kraju z 1 Armią Wojska Polskiego, gdzie pełnił funkcję oficera politycznego. Podczas wojny pisał lirykę polityczną.

### Okres socrealizmu
W latach powojennych, jeszcze w Lublinie, współpracował z pismem „Rzeczpospolita”, organem PKWN. Następnie współpracował z „Odrodzeniem”, tygodnikami „Kuźnica” i „Nowa Kultura”. Jako sekretarz Związku Zawodowego Literatów Polskich był jednym z głównych propagatorów socrealizmu i szarą eminencją literatury polskiej. Stefan Kisielewski pisał o nim: (...) stał się politrukiem od sztuki i heroldem socrealizmu. Niszczył nas wszystkich okropnie. Pamiętał jednak o współrodaku Aleksandrze Wacie, nadal przebywającym na zesłaniu w ZSRR, pisząc memoriały w sprawie jego zwolnienia.
Był twórcą scenariuszy do filmów Ślepy tor (1947) i Niedaleko Warszawy (1954). Także autorem opracowań teoretycznych: Mickiewicz i wersyfikacja narodowa (1951), Przemiany Słowackiego (1955) oraz Esej o wierszu (1964).
Należał do Polskiej Zjednoczonej Partii Robotniczej.

### Działalność krytyczna wobec komunizmu
W wydrukowanym w 1955 w „Nowej Kulturze” Poemacie dla dorosłych jako jeden z pierwszych dawnych zwolenników totalitarnej epoki podjął próbę rozrachunku z czasami stalinizmu w Polsce (krytykując m.in. socrealizm, fałsz propagandy komunistycznej i demoralizację obyczajową robotników, a zwłaszcza jedno z głównych przedsięwzięć stalinizmu w Polsce – Nową Hutę). Utwór wywołał niesłychany rezonans, egzemplarze pisma sprzedawano na bazarach, a sam utwór masowo kopiowano. Zirytowany aparat partyjny odwołał redaktora czasopisma oraz zainicjował zmasowany atak propagandy. Niemniej echa poematu spowodowały powołanie specjalnej komisji partyjnej i odwołanie zarządu kombinatu oraz dymisję miejscowej organizacji PZPR, a także zmiany na lepsze w warunkach socjalnych pracowników. Sam Ważyk zmienił także swój stosunek do osób, które wcześniej atakował.
W 1957 został członkiem redakcji krajowego miesięcznika „Europa”, jednak po zawieszeniu pisma przez komunistyczne władze i wstrzymania druku pierwszego numeru pod koniec tego roku, wystąpił z PZPR w geście protestu. W 1959 został skrytykowany przez Komitet Centralny PZPR, m.in. za „wrogą postawę” w specjalnej uchwale partii. W 1964 Ważyk podpisał się pod protestacyjnym Listem 34, przeciwstawiającym się łamaniu wolności słowa w PRL. W konsekwencji władze wydały mu zakaz współpracy z państwowym radiem i z telewizją.
W marcu 1968 ponowił protest, będąc wraz z innymi intelektualistami sygnatariuszem listu do rektora Uniwersytetu Warszawskiego (Stanisława Turskiego), w którym bronił praw studentów represjonowanych po sprzeciwie wobec decyzji władz PRL o usunięciu z programu Teatru Narodowego inscenizacji „Dziadów” Adama Mickiewicza. W styczniu 1976 podpisał się także pod Memoriałem 101, krytykującym planowany przez ekipę Edwarda Gierka projekt zmiany w Konstytucji PRL (przewidujący m.in. wpis o „wiecznej przyjaźni z ZSRR”). 23 sierpnia 1980 roku dołączył do apelu 64 uczonych, pisarzy i publicystów do władz komunistycznych o podjęcie dialogu ze strajkującymi robotnikami.
Pochowany na cmentarzu Wojskowym na Powązkach w Warszawie (kwatera C37-8-3).

## Twórczość

### Twórczość autorska
- Semafory (1924) – zbiór wierszy
- Oczy i usta (1926) – zbiór wierszy
- Tramwaj
- Przechodzień
- Człowiek w burem ubraniu (1930) – zbiór opowiadań
- Latarnie świecą w Karpowie (1933) – powieść
- Mity rodzinne (1938) – powieść
- Serce granatu (1943) – zbiór wierszy
- W stronę humanizmu (1949) – szkice
- Piosenka o coca-cola (1952)
- Poemat dla dorosłych (1955)
- Wiersze i poematy (1957)
- Labirynt – poemat (1961)
- Wagon (1963) – zbiór wierszy
- Kwestia gustu (1966) – autobiografia literacka
- Gra i doświadczenie (1974)
- Dziwna historia awangardy (1976)
- Zdarzenia (1977) – zbiór wierszy
- Wiersze wybrane (1978) – zbiór wierszy
- Amfion: rozważania nad wierszem polskim  (1983) – szkice

### Tłumaczenia
Adam Ważyk tłumaczył poezję francuską (Rimbaud, Apollinaire, Aragon, Éluard), a także dzieła Horacego, Puszkina (Eugeniusz Oniegin), Blaise Cendrarsa, Gerarda de Nervala oraz Maxa Jacoba.

## Ordery i odznaczenia
- Krzyż Komandorski z Gwiazdą Orderu Odrodzenia Polski (14 listopada 1980)[11]
- Order Sztandaru Pracy II klasy (22 lipca 1949)[12]
- Krzyż Komandorski Orderu Odrodzenia Polski (11 lipca 1955)[13]
- Order Krzyża Grunwaldu III klasy (1945)
- Krzyż Kawalerski Orderu Odrodzenia Polski (1945)
- Złoty Krzyż Zasługi (8 maja 1946)[14]
- Medal 10-lecia Polski Ludowej (19 stycznia 1955)[15]

## Nagrody
- 1953: nagroda państwowa II stopnia[16]
- 1978: nagroda Fundacji im. Alfreda Jurzykowskiego